# کلیسای جامع مسیح، نیوکاسل
کلیسای جامع مسیح پادشاه که به نام کلیسای جامع مسیح نیز شناخته می‌شود یک کلیسای جامع انگلیسی در نیوکاسل، نیو ساوت ولز است. این کلیسای جامع کلیسای اسقف نیوکاسل در کلیسای انگلیکن استرالیا می‌باشد. ساختمان آن توسط جان هوربوری هانت به سبک احیای گوتیک طراحی شده، بر روی تپه‌ای در انتهای شرقی شهر و در حومه‌ای به نام «دی هیل» واقع شده است. این بنا در تاریخ ۲۸ ژوئن ۲۰۱۱ به فهرست میراث ایالتی نیو ساوت ولز اضافه شد.
دین کنونی، خانم بسیار محترم کاترین باویر (رئیس سابق پارش کاردیف)، در تاریخ ۴ اکتبر ۲۰۱۷ منصوب شد. او اولین زنی است که این سمت را در اختیار دارد..

## تاریخچه

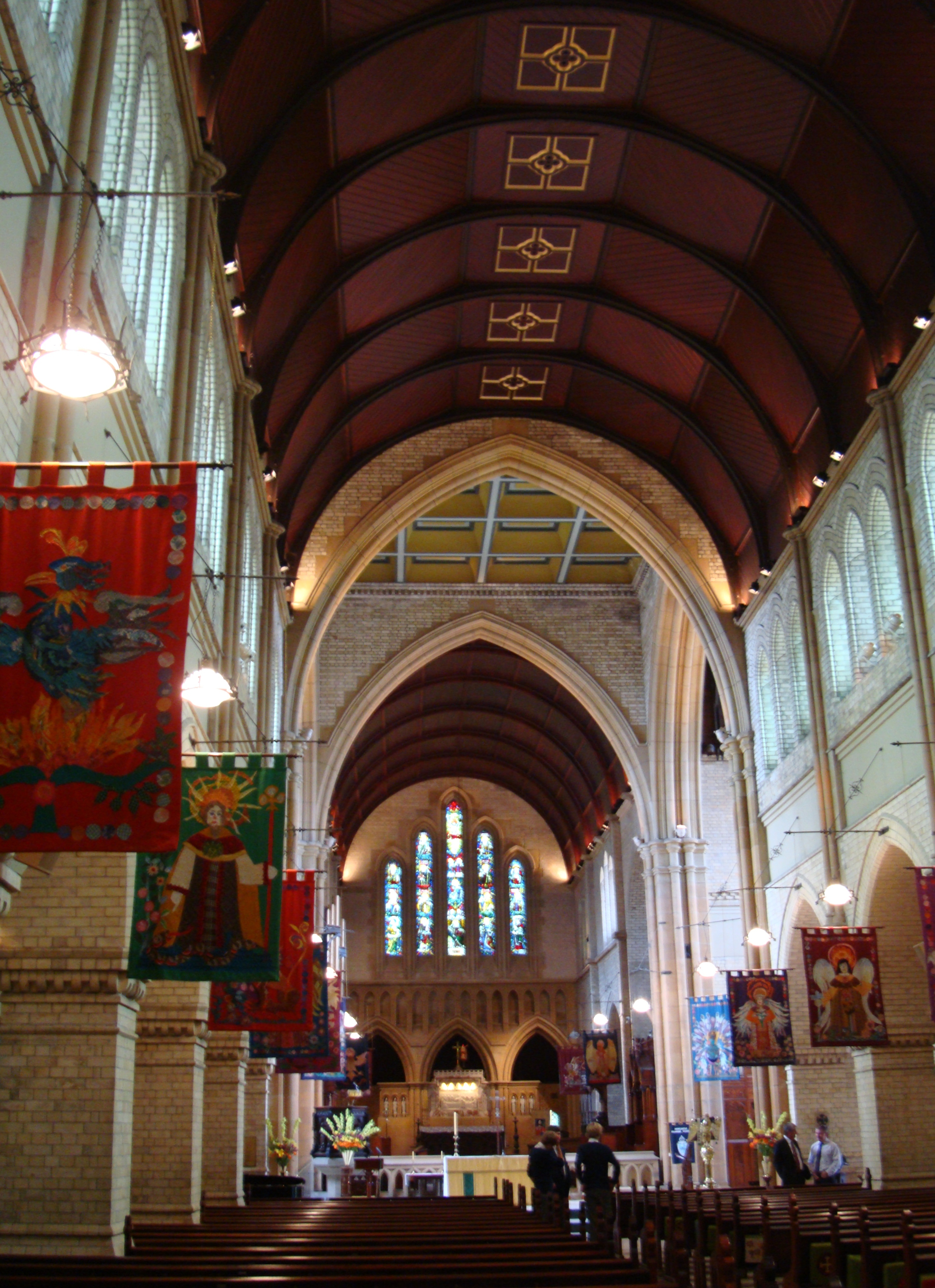
فضای داخلی کلیسای جامع

### توسعه کلیسای انگلیکن در نیوکاسل
زمینی که کلیسای جامع مسیح بر روی آن قرار دارد، محل یکی دیگر از کلیساها بوده است: کلیسای مسیح که در سال‌های ۱۸۱۷–۱۸ ساخته شد. برخلاف ساخت سریع کلیسای مسیح، ساخت کلیسای جامع مسیح یک فرایند طولانی و پیچیده بود؛ دقیقاً یکصد سال از آغاز ساخت تا تقدیس آن طول کشید. جان هوربوری هانت معمار اصلی این پروژه بود و سایر معماران برجسته نیوکاسل نیز در طراحی آن مشارکت داشتند.

اولین کلیسای شناخته شده در این محل به دستور فرماندار لاچلان مک کواری ساخته شد تا خدماتی برای مقامات مدنی و نظامی و محکومانی که در آنجا مستقر بودند، ارائه دهد. پس از بسته شدن جزیره نورفولک به عنوان یک محل penal در سال ۱۸۱۴، جمعیت نیوکاسل افزایش یافته بود که این نیاز را ضروری‌تر می‌کرد. مدرسه کلیسای مسیح، اولین مدرسه در نیوکاسل، از نیمه سال ۱۸۱۸ تا اوایل دهه ۱۸۳۰ از اتاقک کلیسا فعالیت می‌کرد.

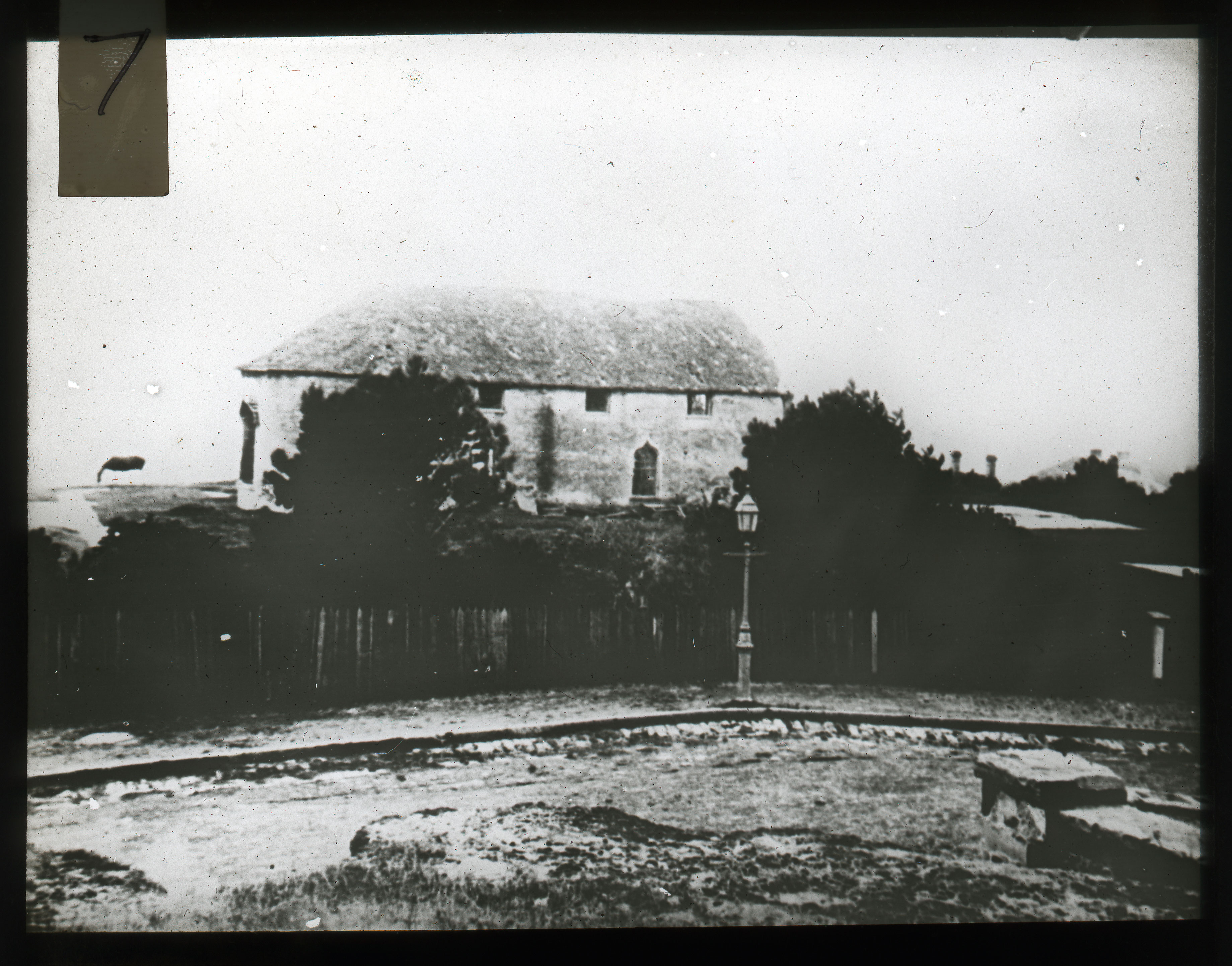
نسخه اولیه کلیسای مسیح با چوب بری برداشته شده است
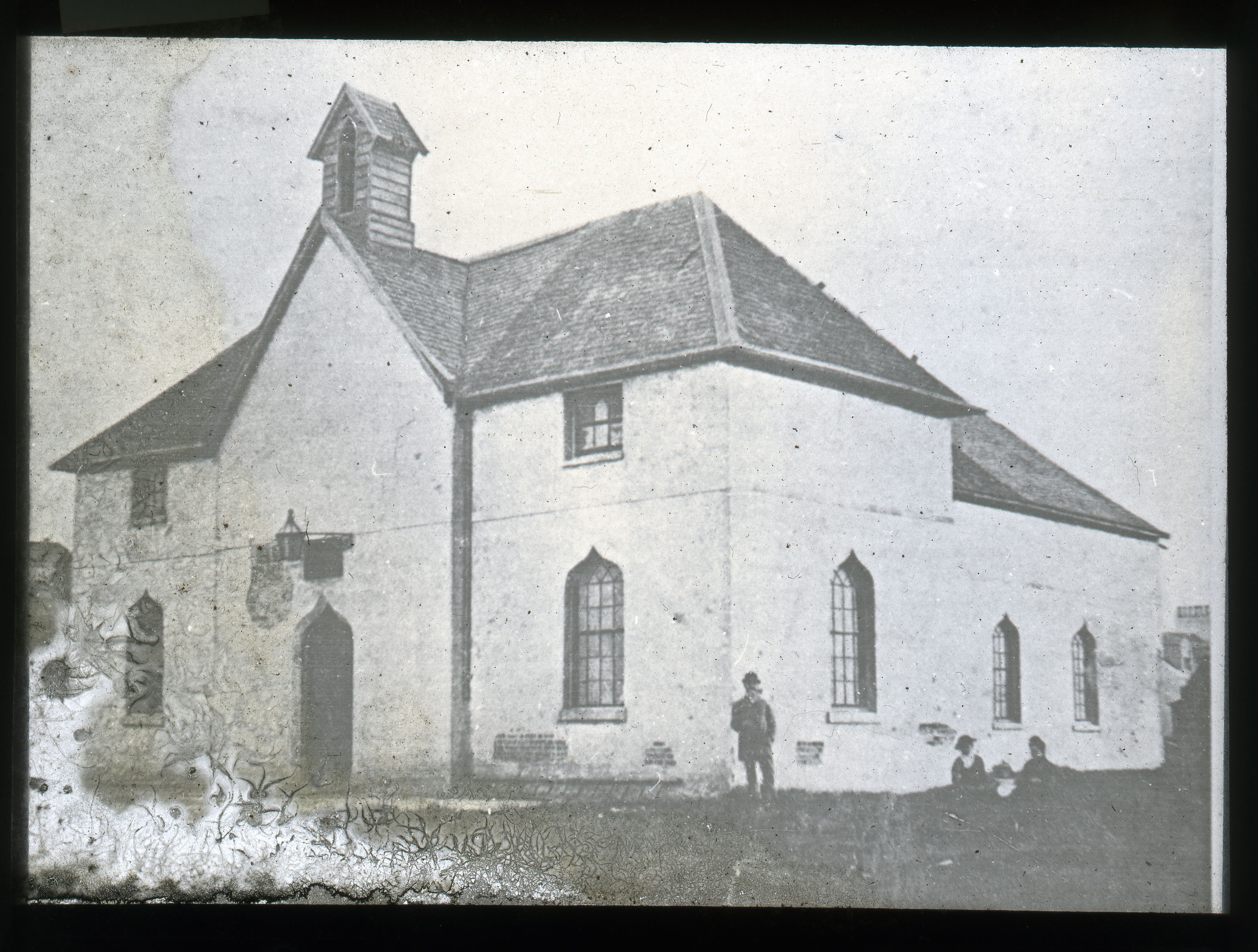
کلیسای مسیح با برج برداشته شده و بلکوت کوچک، [۱۸۶۸]
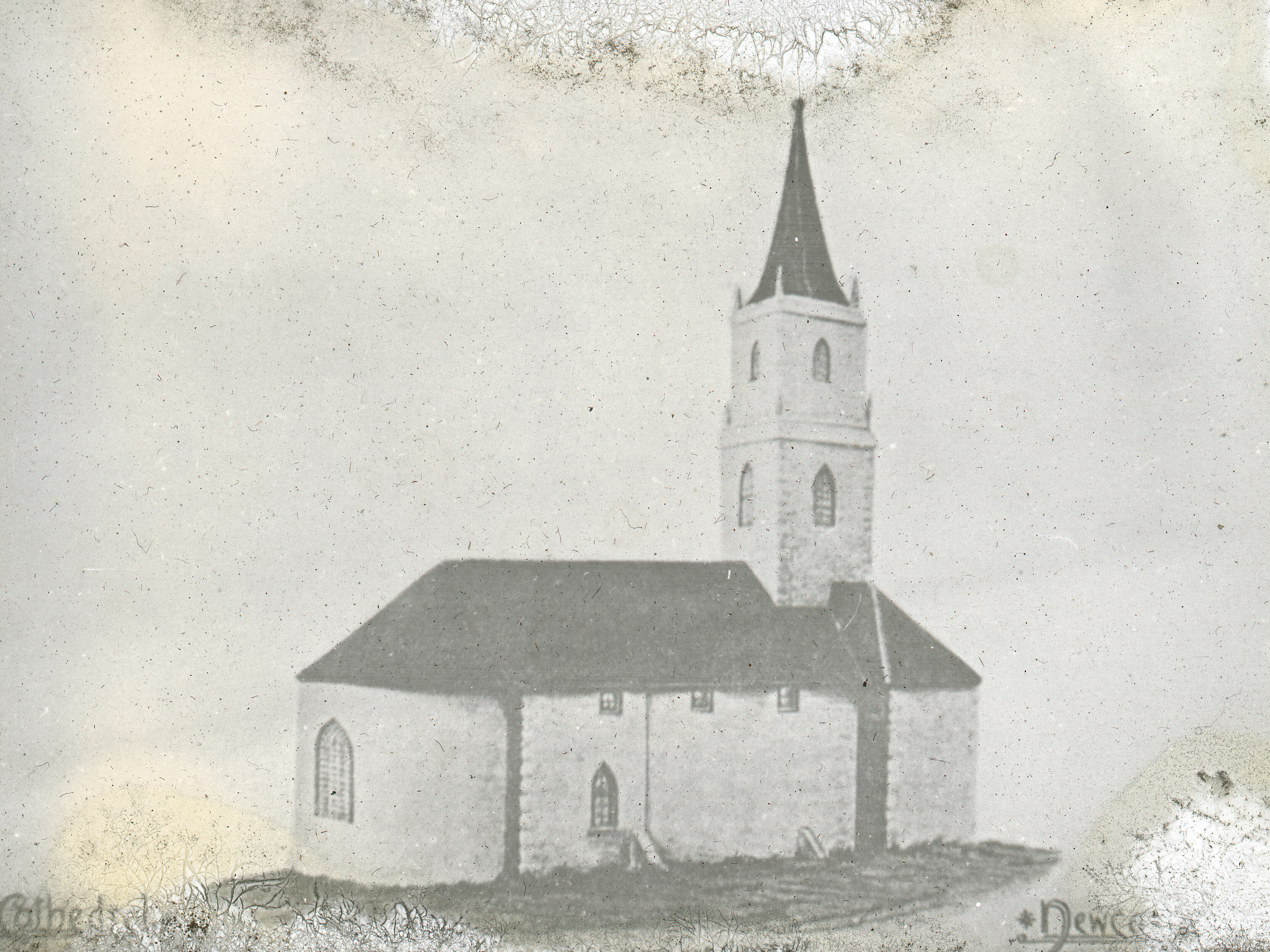
کلیسای مسیح اصلی ۱۸۱۷ با آتشگاه